# うさくん
うさくんは、日本の漫画家。愛知県出身・在住。

## 概要
『COMIC LO』などで活動中。一時期までは、成人向け漫画執筆時は「たわわりんご」という別ペンネームを用いていたが、現在では自らが連載を公表している作品において、「うさくん」に統一している。自画像はペンネーム通り、二足歩行のぬいぐるみ風ウサギ。

## エピソード
- 『コミックLO』で自身の連載、『マコちゃん絵日記』が巻末に固定されていることを「週刊少年ジャンプ』の連載順は人気の順番だが、『コミックLO』は作者のペニスの大きさ順である」とギャグにしている。
- 2013年、株式会社タカラトミーのトレーディングカードゲーム『デュエル・マスターズ』のカードイラストを1枚担当した。
- 自身のサイトの絵日記で、連載している雑誌『コミックLO』において、「自分は寿司のわさびのように嫌いな人は抜いてもいい存在」と自虐的なギャグにしたことを由来に「うさくん抜きで」というフレーズが作品紹介などに多用されている。ネットコミュニュティなどでうさくんの話題が出た時などに「抜きで」と書き込むのが恒例のジョークとなって広まり、『コミックLO』本誌でも、広告などで「抜きで」と書かれたり、単行本『初恋! りりかるえっち』の広告では、「うさくんは抜かない」「うさくんで抜く」などと流用している。
- 『花のズボラ飯』作画担当の水沢悦子とは絵柄・コマ割など「同じ作風」と指摘されているが、関係性は一切公表されていない。

## 作品リスト
以下、「うさくん」名義で公表されている作品である。
- 『しあわせぱんつ』（成年向け）2006年2月25日発売、通常版：ISBN 4-87182-822-0[1]、初回限定版：ISBN 4-87182-823-9[2]

初版限定の付録に女児ショーツを付けた。
- 『恋するふくらみ』（成年向け）2006年11月25日発売[3]、ISBN 4-87182-881-6
- 『初恋！りりかるえっち♡』（成年向け）2011年2月25日発売[4]、ISBN 978-4-86349-209-7

前作から4年3ヶ月という長いブランクを経て発売された通算3冊目の成年向け単行本。この3冊目がなかなか発売されないことを、自身のサイトの絵日記でナメック星のドラゴンボールを7つ集めても叶わない願い」と自虐ギャグにしていた。
- 『しあわせももりんご』 - 『コミックHOLIC』連載、FOX出版〈FOXコミックス〉、全2巻。
  1. 2006年5月10日発売[5]、ISBN 4-903421-06-6
  2. 2008年2月29日発売[6]、ISBN 978-4-90342-133-9
- 『マコちゃん絵日記』 - 『COMIC LO』の連載作品ではあるが、成人向け漫画に相当する性的描写の無いギャグ漫画。

茜新社より全13巻が発売。成人向け漫画ではない本作のため、一般向け漫画単行本レーベル「FLOW COMICS」が新設された。
- 『うさのあなは今日もおヒマ』 - コミックとらのあなの無料配布小冊子『とらだよ。』にて連載された4コマ漫画。全17編[7][8][9][10][11][12][13][14][15][16][17][18][19][20][21][22][23]。

とらのあなの公式サイト内で全話を読むことができたが、2012年9月25日の休刊をもって掲載が終了した。
- 『うさくんの脳みそやわらかい』 - アスキー・メディアワークス〈電撃コミックスEX〉

同社の系列雑誌に掲載された連載作品を含む短編集。2010年5月27日発売、ISBN 978-4-04868-627-3
- 『うねちゃこ! ときめき家庭科部』 - 『アオハル』連載、集英社〈ヤングジャンプコミックス〉、全1巻。
  1. 2014年8月20日発売[26]、ISBN 978-4-08890-007-0
- 『僕とポッケのときめきハント』 - 『月刊少年シリウス』2008年8月号掲載。
- 『ピカピカアイドル さやか』 - 『コロコロG』2011年夏号掲載。
- 『爆探! 悶本狩猟団』 - 『コロコロG』2011年冬号掲載。
- 『実録!? 電撃大王編集部』 - 『月刊コミック電撃大王』2012年6月号掲載。
- 『トミとチエリ』 - 『漫画アクション』連載（隔号連載）、双葉社〈アクションコミックス〉、全1巻。
  1. 2015年12月28日発売[27]、ISBN 978-4-575-94466-2
- 『にゃん天堂』 - 『月刊コミック電撃大王』連載、KADOKAWA（旧アスキー・メディアワークス）、全2巻。
  1. 2014年5月27日発売[28]、ISBN 978-4-04866-549-0
  2. 2015年7月27日発売[29]、ISBN 978-4-04865-217-9
- 『フェアリー・バトル』 - 『コロコロアニキ』第1号（2014年10月15日）掲載。
- 『ういきき』 - 『COMIC LO』の連載作品だが『マコちゃん絵日記』同様のギャグ漫画。コミックハウスより全2巻が電子書籍のみで発売[30]。
  1. 2020年8月28日発売、ASIN B08G875D43
  2. 2022年2月10日発売、ASIN B09RMQYCCG